# Messer Street Grounds
Messer Street Grounds (também conhecido como Messer Park ou Messer Field) é um antigo estádio de beisebol localizado em  Providence, Rhode Island. Foi a casa do Providence Grays, clube da National League, de 1878 até 1885.
Em 1878, a Providence Base Ball Association se formou e começou a procurar pela cidade uma boa localidade para "o melhor local para beisebol do país". Os diretores do times visitaram a fazenda do velho Josiah Chapin à oeste da cidade e decidiram que tudo se encaixava nas necessidades de um estádio de beisebol. Era perto do nível da rua, a poucos metros das estradas circundantes e facilmente acessível por carro.
A construção do Messer Park começou em 1ª de abril e levou exatamente um mês para ser completada; o último prego foi colocado à cinco minutos do jogo de inauguração em 1º de maio de 1878.